# Raymond W. Goldsmith
Raymond W. Goldsmith (Bruxelas, Bélgica, 12 de julho de 1904 – 12 de julho de 1988, Hamden, Connecticut) foi um economista americano especializado em dados históricos de renda nacional, poupança e bens financeiros.

## Publicações
- (1984) "An Estimate of the Size and Structure of the National Product of the Early Roman Empire," Review of Income and Wealth 30(3): 263–288.